# Johannes Angelos (Sebastokrator)
Johannes Angelos (mittelgriechisch Ιωάννης Άγγελος; † Frühjahr 1348) war ein byzantinischer Aristokrat, Heerführer und Provinzgouverneur unter den Kaisern Andronikos III. Palaiologos und Johannes VI. Kantakuzenos.

## Leben
Über Johannes’ Kindheit und Jugend ist kaum etwas bekannt, auch seine familiäre Herkunft liegt weitgehend im Dunkeln. Von seinem Cousin (oder Onkel) Johannes Kantakuzenos wurde er erzogen und im Kriegshandwerk unterrichtet. Seine Frau war eine Tochter des Protovestiarios Andronikos Palaiologos.
In den Quellen erscheint Johannes Angelos erstmals 1328 als Statthalter (Kephale) von Kastoria. Um 1336/37 amtierte er mit dem Titel eines Pinkernes (kaiserlicher Mundschenk) als Gouverneur von Ioannina in Epirus, das nach dem plötzlichen Tod des Despoten Giovanni II. Orsini von Andronikos III. annektiert worden war. 1339 bekämpfte Johannes zusammen mit dem thessalischen Statthalter Michael Monomachos in Epirus eine antibyzantinische Revolte, die bis zum Herbst 1340 niedergeschlagen wurde. Johannes wurde daraufhin von Andronikos III. als Gouverneur mit Sitz in Arta eingesetzt.
In den Wirren des 1341 entbrannten byzantinischen Bürgerkriegs schlug sich Johannes Angelos auf die Seite seines Verwandten Johannes VI. Kantakuzenos, bei dessen Akklamation zum Kaiser in Didymoticho am 26. Oktober 1341 er zugegen war. Im Frühjahr 1342 nahm er an Johannes’ VI. erfolgloser Kampagne gegen das von revolutionären Zeloten kontrollierte Thessaloniki teil; im Juli 1342 begleitete er ihn nach Priština zum Treffen mit dem serbischen König Stefan Uroš IV. Dušan.
Nach der Entmachtung des Separatisten Michael Gabrielopulos wurde Johannes Angelos im Herbst 1342 mit Zustimmung der regionalen Magnaten zum Gouverneur von Thessalien auf Lebenszeit ernannt; hierzu erließ Johannes VI. eigens eine Chrysobulle. Als loyaler Stellvertreter des Kaisers konnte er von seinem Amtssitz Trikala aus das byzantinische Territorium in Griechenland auf Kosten der katalanischen Herzogtümer Neopatria und Athen ebenso ausweiten wie in Epirus und Akarnanien, wo er Orsinis Witwe Anna Palaiologina Kantakuzene in seine Gewalt brachte. 1343 beteiligte sich Johannes an der Spitze eines thessalischen Kavalleriekontingents an einem weiteren glücklosen Versuch, Thessaloniki für die Magnatenpartei einzunehmen. Nachdem Johannes VI. am 31. März 1347 die Regierungsgewalt in Konstantinopel übernommen hatte, verlieh er seinem Cousin die hohe Hofwürde eines Sebastokrators.
Johannes Angelos starb im Frühjahr 1348 an der Pest. Das von der Seuche weitgehend entvölkerte Thessalien wurde durch den serbischen Woiwoden Preljub für das expandierende Nemanjidenreich erobert.